# St. Helens (Oregon)
Saint Helens ist eine Stadt US-Bundesstaat Oregon und der Verwaltungssitz (County Seat) des Columbia County. Das U.S. Census Bureau hat bei der Volkszählung 2020 eine Einwohnerzahl von 13.817 ermittelt. Sie wurde 1845 von Captain Henry Montgomery Knighton, einem gebürtigen Neuengländer, als Plymouth gegründet. Der Name wurde in der zweiten Hälfte des Jahres 1850 in St. Helens geändert wegen der Aussicht auf den Mount St. Helens, der etwa 39 Meilen (63 km) entfernt in Washington liegt. Die Stadt liegt etwa 28 Meilen (45 km) nordwestlich von Portland. 

## Geschichte
St. Helens wurde in den 1840er Jahren als Flusshafen am Columbia River gegründet. Die ursprüngliche Stadt wurde von dem in Schottland geborenen Peter Crawford vermessen und parzelliert. 1853 versuchte die Pacific Mail Steamship Company, die Stadt zu ihrer einzigen Haltestelle auf dem Columbia River zu machen. Die Kaufleute von Portland boykottierten diesen Versuch allerdings. St. Helens wurde 1889 als Stadt gegründet.
Die Lewis- und Clark-Expedition passierte das Gebiet des heutigen St. Helens in der Nacht des 5. November 1805 auf ihrem Weg zum Pazifischen Ozean und lagerte dort. Dort traf die Gruppe auf amerikanische Ureinwohner und Clark beobachtete "niedrige Felsklippen".

## Demografie
Nach einer Schätzung von 2019 leben in Saint Helens 13.739 Menschen. Die Bevölkerung teilte sich im Jahr 2010 auf in 91,1 % Weiße, 0,5 % Afroamerikaner, 0,9 % amerikanische Ureinwohner, 1,1 % Asiaten, 0,5 % Ozeanier und 5,6 % mit zwei oder mehr Ethnizitäten. Hispanics oder Latinos aller Ethnien machten 7,2 % der Bevölkerung von Saint Helens aus.
| Jahr | Einwohner¹ |
| ---- | ---------- |
| 1950 | 4.711      |
| 1960 | 5.022      |
| 1970 | 6.212      |
| 1980 | 7.064      |
| 1990 | 7.535      |
| 2000 | 10.019     |
| 2010 | 12.883     |
| 2020 | 13.817     |

¹ 1990 – 2020: Volkszählungsergebnisse

## Infrastruktur
Die U.S. Route 30 führt durch die Stadt.